# To Cherish and Protect
To Cherish and Protect è un cortometraggio muto del 1915 diretto da William Humphrey.

## Trama
Trama di Moving Picture World synopsis in (EN)  su IMDb

## Produzione
Il film fu prodotto dalla Vitagraph Company of America (come Broadway Star Features).

## Distribuzione
Il copyright del film, richiesto dalla The Vitagraph Co. of America, fu registrato il 16 agosto 1915 con il numero LP6635.
Distribuito dalla General Film Company, il film - un cortometraggio in una bobina - uscì nelle sale cinematografiche statunitensi il 26 ottobre 1915 dopo essere stato presentato in prima al Vitagraph Theatre di New York nella settimana del 22 agosto 1915.